# Бырлэдяну, Александру
Александру Бырлэдяну (25 января 1911 — 13 ноября 1997) — румынский экономист-марксист гагаузского происхождения, более известен как противник режима Чаушеску. Член Румынской Академии.

## Биография
Родился в Комрате, в семье учителей. Учился в начальной школе в Каушанах, затем в Бендерах (1921—1926). В 1928 году окончил среднюю школу в городе Яссы, в том же году устроился на свою первую работу. В 1933 году поступил на юридический факультет Ясского университета (не окончил). Вступил в подпольную Коммунистическую партию Румынии в 1935 году. В 1934—1936 годах возглавлял студенческую коммунистическую организацию «Объединённые центры», сотрудничал в нелегальной левой газете «Манифест», состоял в антифашистской лиге и Лиге друзей СССР (Amicii URSS).
После присоединения Бессарабии к СССР поселился в Кишинёве и принял советское гражданство. В 1941 году эвакуировался в Караганду, работал учителем, затем партийным пропагандистом в колхозе. В 1943 году был направлен в Москву для продолжения учёбы в Московском институте народного хозяйства (не окончил), одновременно в 1943—1945 годах работал в румынском отделе «Радио Москвы». Член ВКП(б).
В 1946 году вступает в новую Коммунистическую партию Румынии, том же году направлен в Румынию в качестве инструктора экономического отдела Коммунистической партии Румынии. В мае 1961 года был награждён медалью 40-летия создания Коммунистической партии Румынии.
Получив в 1967 году пост председателя национального совета по научным исследованиям, вступил в конфликт с женой диктатора Еленой Чаушеску. Выступил против закона о запрете абортов, жёстко полемизировал с влиятельным куратором армии и Секуритате Василе Патилинецем. В декабре 1968 года был смещён со всех должностей. В 1989 году он подписал «Письмо шести», за что был исключён из партии и помещён под домашний арест. После падения режима стал Председателем Сената Румынии, представляя Фронт национального спасения.
В противовес нарастающему антисемитизму выступил на митингах памяти жертв Бухарестского и Ясского погрома. Критиковал форсированную экономическую приватизацию и либерализацию цен.
Умер в 1997 году в Бухаресте.

## Награды
- Медаль «Румынская революция декабря 1989 года» (13 декабря 1991 года)[3]